# Кристиан Зигисмунд фон Вурмбранд-Щупах
Кристиан Зигисмунд фон Вурмбранд-Щупах (на немски: Christian Sigismund von Wurmbrand-Stuppach; * 9 октомври 1673; † 21 юли 1737) е граф на Вурмбранд-Щупах в Долна Австрия.

## Живот
Произлиза от значимия стар австрийски благороднически род Вурмбранд-Щупах. Той е вторият син на фрайхер Йохан Евстах фон Вурмбранд-Щупах (* 6 май 1642; † 12 септември 1684) и съпругата му Мария Изабела фон Шпайдел (* 2 февруари 1647; † 12 юни 1708). Внук е на граф Йохан Ернст Еренрайх фон Вурмбранд-Щупах (1606 – 1691) и Йохана Евстахия фон Алтхан († 1676/1677).
Той и братята му Йохан Йозеф Вилхелм (1670 – 1750), имперски дворцов президент, и Казимир Хайнрих Вилхелм граф в Щайерсберг (1680 – 1749), са издигнати през 1682 г. на графове.
Кристиан Зигисмунд се жени на 28 август 1715 г. за графиня Анна Сибила фон Вид (* 8 април 1686; † 13 октомври 1722), дъщеря на граф Георг Херман Райнхард фон Вид (1640 – 1690) и втората му съпруга графиня Йохана Елизабет фон Лайнинген-Вестербург (1659 – 1708). Те нямат деца.